# Bo Gryholt
Bo Gryholt (født 24. september 1963) er en dansk bassist, men har medvirket i flere projekter som producer, blandt andet på Anne Linnets plade Her hos mig.
Fra 1995 til 2002 spillende han sammen med Kim Larsen & Kjukken. Han komponerer musik til orkestret Superfly, der spiller en blanding af rock og jazz.
Bo Gryholt er medlem af DJBFA.